# Oxyrhynský papyrus 222

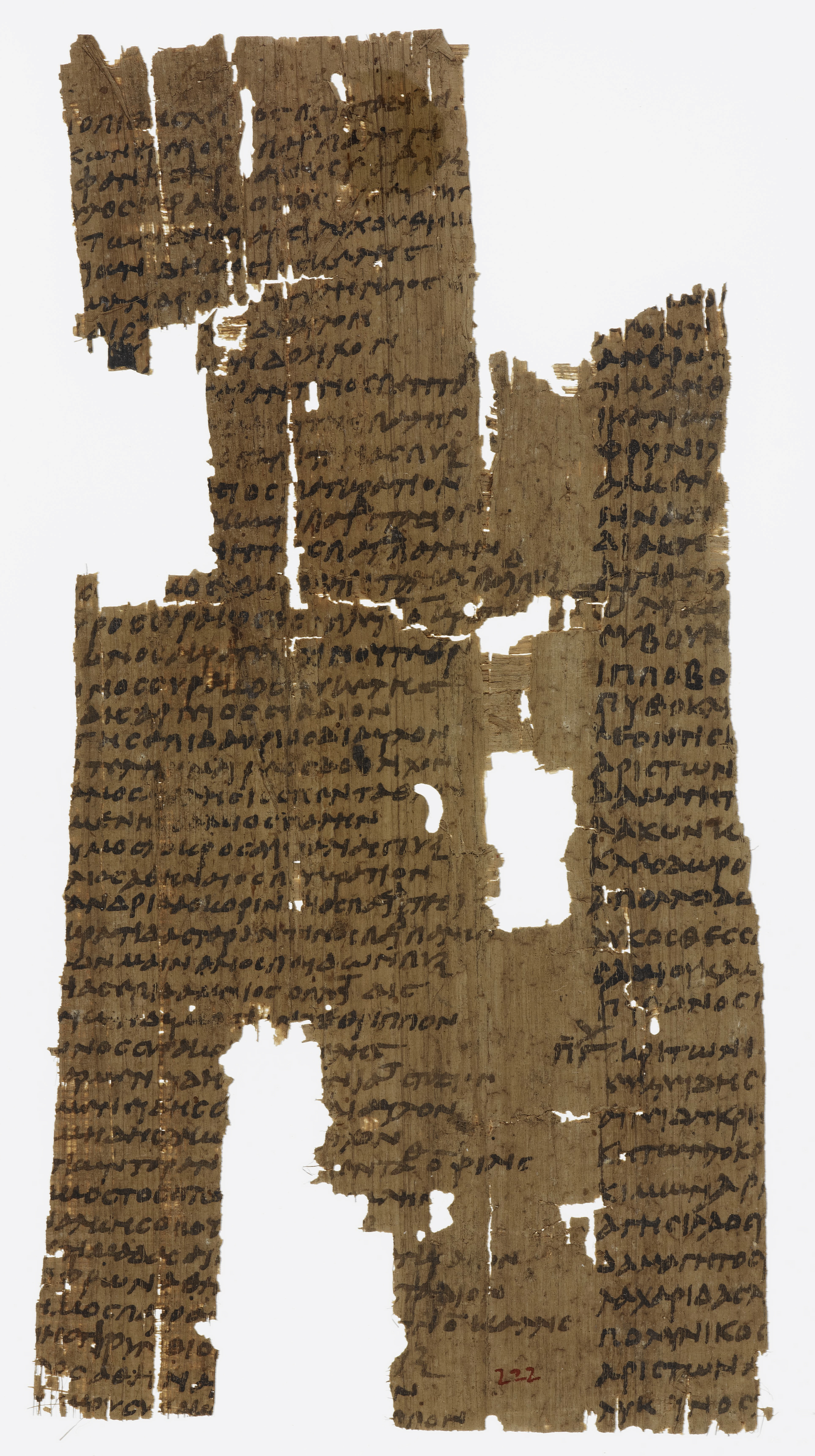
Oxyrhynský papyrus 222

Oxyrhynský papyrus 222 (P. Oxy. 222 nebo P. Oxy. II 222) je útržkovitý řecký papyrusový rukopis z 3. století obsahující seznam olympijských vítězů od neznámého autora. V současnosti se nachází v Britské národní knihovně (oddělení rukopisů, 1185) v Londýně.
Papyrus byl objeven v roce 1897 v egyptském nalezišti v Oxyrhynchu britskými archeology Bernardem Grenfellem a Arthurem Huntem. Starověký Oxyrhynchos se nacházel v Horním Egyptě. Po připojení Egypta k Římské říši se město stalo administrativním střediskem, obývaném potomky řeckých přistěhovalců. Odpadní jámy tohoto starověkého města ukrývaly obrovské množství papyrů nevyčíslitelné hodnoty. Papyry byly dopraveny do Oxfordu, kde začala práce na jejich luštění, která trvá dodnes. Texty na papyrech obsahují fragmenty účtů, závětí, soudních sporů, soukromých listů, horoskopů a jiných záznamů. Oživují tak kdysi kypící svět obyvatel města, svět vzestupu a pádu Římské říše a počátky křesťanství.
Oxyrhynský papyrus 222 má rozměry 180 x 95 mm. Přední strana papyru uvádí seznam olympijských vítězů ze 75. do 78. a od 81. do 83. olympijských her, (480 př. n. l. - 468 př. n. l., 456 př. n. l. - 448 př. n. l.) a sportovní disciplíny: běh na jedno stadium, zápas, box (i mládežnický), běh na dvě stadia, dlouhý běh, pětiboj, pankrátion, běh těžkooděnců, závody s čtyřspřežím koní a jezdecký závod. Zadní strana obsahuje fragmenty účtů. Text Oxyrhynského papyru 222 byl publikován Grenfellem a Huntem v roce 1899.